# Larynxmaske
Die Larynxmaske oder Kehlkopfmaske (Synonyme: Laryngealmaske, „laryngeal mask airway“, Brain Airway, Brain-Tubus, benannt nach dem Briten Archie Brain, der die Kehlkopfmaske 1983 erstmals beschrieben hat) ist ein Mittel zum Offenhalten der Atemwege bei bewusstlosen Patienten, zum Beispiel während einer Narkose. Sie wurde vom englischen Anästhesisten Archibald Brain ab 1981 entwickelt und in die klinische Praxis eingeführt. Sie besteht aus einem Körper (etwa aus Silikon) mit aufblasbarem Cuff und einem Rohr (zum Beispiel aus Kunststoff), an dessen Ende sie mit einer Beatmungseinheit verbunden werden kann, womit Spontanatmung mit erhöhtem Sauerstoffanteil oder manuelle oder maschinelle Beatmung möglich sind. In Deutschland ist die dort 1989 als Alternative zur Gesichtsmaske und zur endotrachealen Intubation eingeführte Kehlkopfmaske seit 1991 für Narkosen als Ersatz für die Gesichtsmaske zugelassen. Es gibt sie in den verschiedenen, vom Neugeboren bis zum großen Erwachsenen einsetzbaren, Größen 1 bis 5.

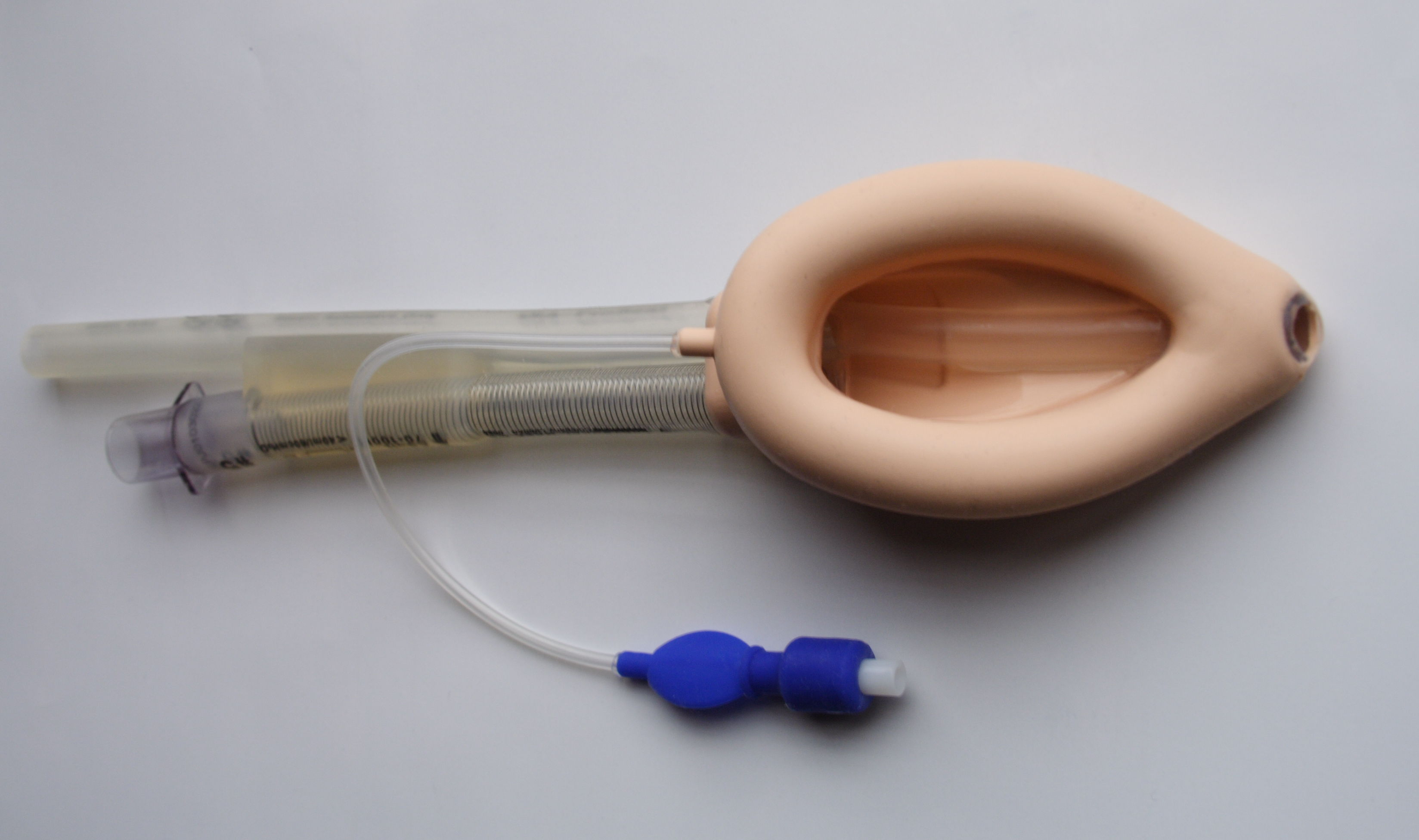
Larynxmaske mit aufgeblasenem Wulst, hier eine Version mit Kanal für eine Magensonde (Markenname LMA-ProSeal)

## Vorteile, Einsatzprofil
Gegenüber der Gesichtsmaske hat sie den Vorteil, die oberen Atemwege besser abzudichten. Zudem hat der Narkosearzt beide Hände frei. Im Gegensatz zur endotrachealen Intubation muss dagegen kein Endotrachealtubus an den Stimmbändern vorbei in der Luftröhre platziert werden. Die Larynxmaske wird nur bis kurz über den Kehlkopf in den unteren Teil des Rachens geschoben und dort mit einem aufblasbaren Luftwulst abgedichtet. Typische Komplikationen der Intubation wie Heiserkeit oder Verletzungen durch das Laryngoskop werden bei Verwendung der Larynxmaske weitgehend vermieden. Die Larynxmaske wird deshalb zumeist für kürzere Eingriffe beim nüchternen Patienten benutzt. Daneben ist sie jedoch auch fest in Algorithmen der schwierigen Atemwegssicherung eingebunden und wird (neben Alternativen wie dem Larynxtubus oder Combitubus) eingesetzt, wenn die Beutel-Maskenbeatmung und endotracheale Intubation nicht gelingen.

## Einschränkungen und Nebenwirkungen
Wie bei der Gesichtsmaske besteht während einer Narkose mit der Larynxmaske prinzipiell die Gefahr einer Aspiration (Einatmung) von Mageninhalt, weil Luftröhre und Speiseröhre nicht getrennt werden. Zudem kann Beatmung mit zu hohem Druck den Magen aufblähen.
Eine nicht seltene Nebenwirkung nach dem Gebrauch der Larynxmaske sind Halsschmerzen des Patienten, die durch den Fremdkörper im Rachen verursacht werden. Bei zu hohen Insufflationsdrücken des Luftpolsters und längerer Anwendungsdauer können Rachenschleimhaut und in den umgebenden Weichteilen verlaufende Nerven geschädigt werden.

## Modifikationen
Die ursprünglich von Archibald „Archie“ Ian Jeremy Brain (* 1942) entwickelte Larynxmaske wurde mehrfach von Brain und anderen modifiziert. Neben der wiederverwendbaren Larynxmaske sind Larynxmasken zum Einmalgebrauch in Verwendung sowie Geräte mit zusätzlichen Kanälen, durch die eine Magensonde eingeführt werden kann.
Die Intubationslarynxmaske (ILMA) erlaubt das nachträgliche Einführen eines Endotrachealtubus durch die bereits eingelegte Maske und wird bei schwierigen Intubationsbedingungen benutzt. So kann die Intubation bei einem bereits narkotisierten und kontrolliert beatmeten Patienten erfolgen. Sollte die nachträgliche Intubation nicht gelingen, hat man mit der liegenden ILMA immer noch die Möglichkeit, den Patienten zu beatmen.